# Synagoge (Delft)
De Synagoge in de plaats Delft, in de Nederlandse provincie Zuid-Holland, is een neoclassicistische synagoge met een witgepleisterd Ionisch tempelfront. De synagoge werd in 1861-1862 gebouwd voor het kunnen houden van joodse godsdienstbijeenkomsten.
Na 1945 raakte de synagoge buiten gebruik voor het oorspronkelijke doel. Na de restauratie in 1974 maakte het tot 1989 onderdeel uit van de Stedelijke Muziekschool. Echter, sinds januari 2006 organiseert het nieuw opgerichte OJG Klal Israël haar gebedsdiensten in het monumentale gebouw. Verder wordt het gebouw gebruikt als cultureel centrum voor diverse activiteiten.

## Galerij

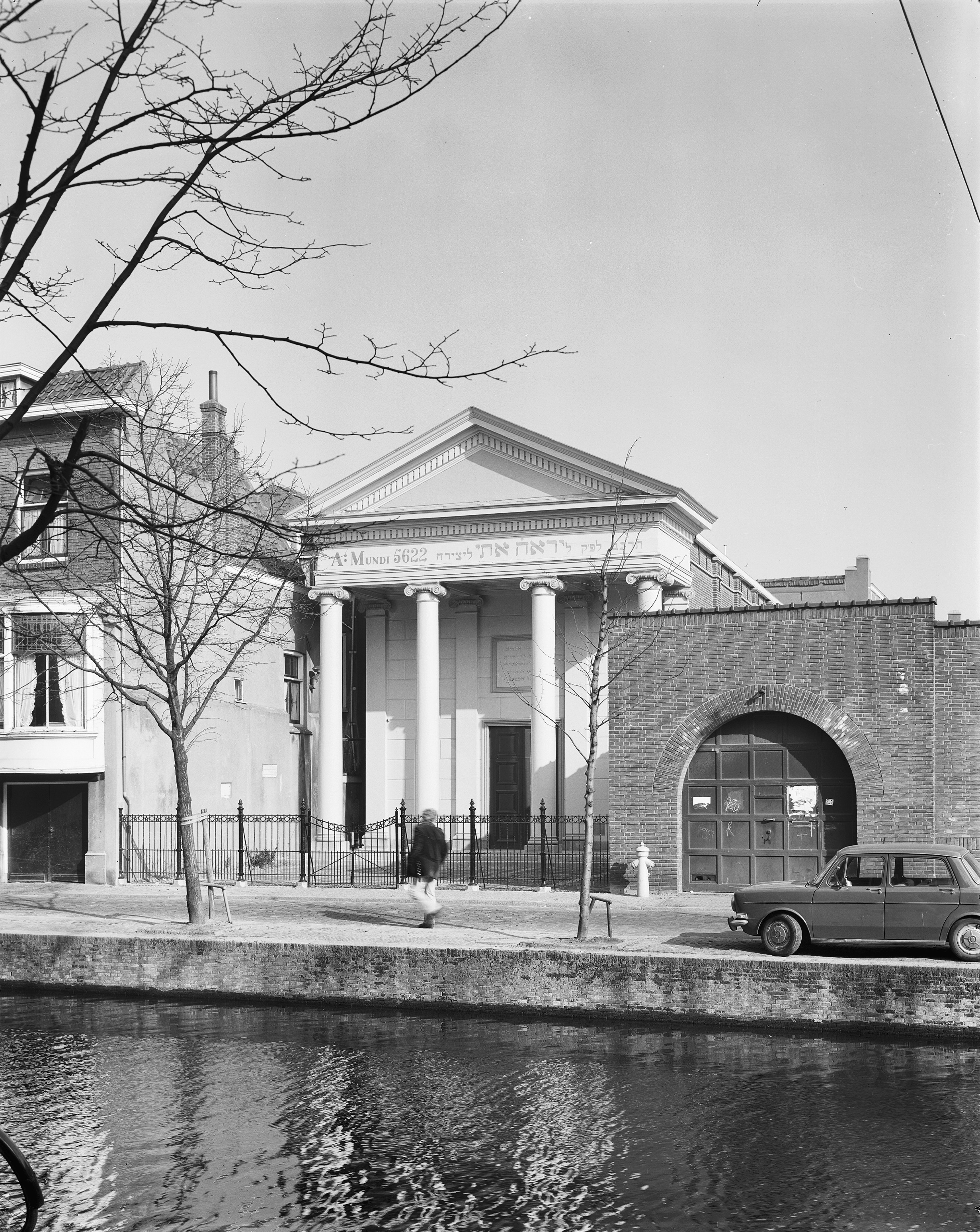
De voorzijde
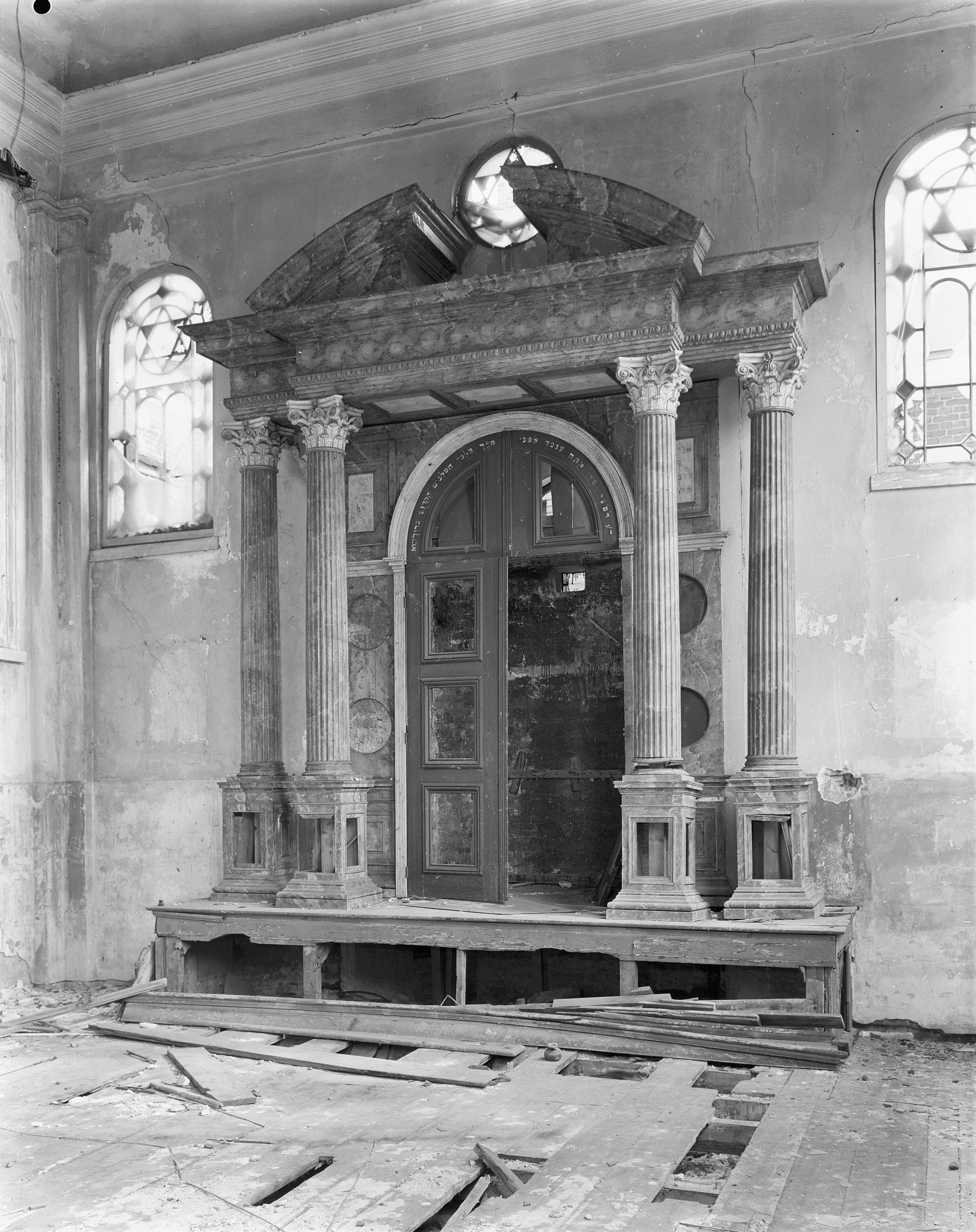
De Heilige Arke in vervallen staat
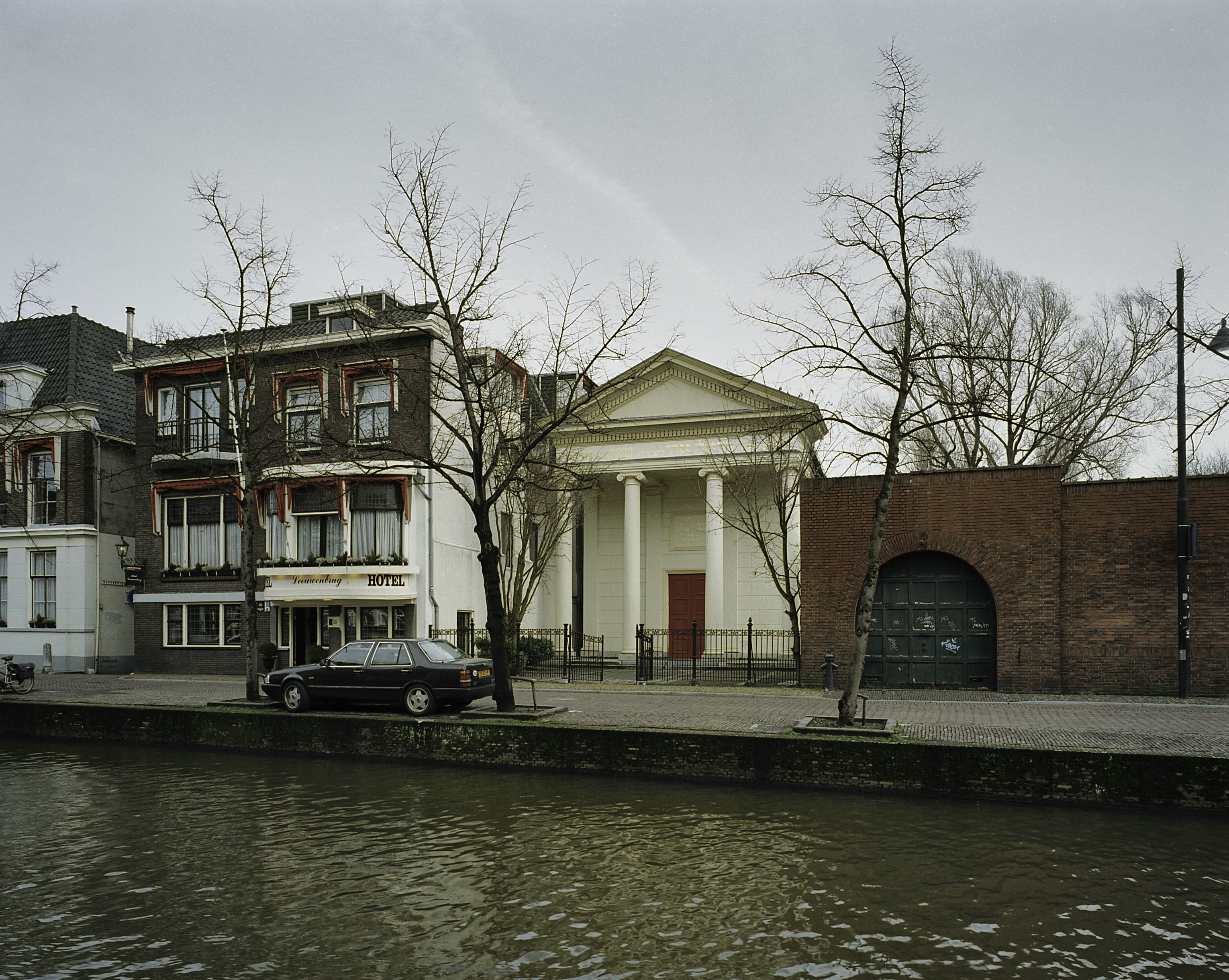
Voorzijde van de voormalige synagoge